# 22 grands succès de Patof
Albums de Patof
L'histoire de Boulik
(1974) Bricolons avec Madeleine
(1975)
22 grands succès de Patof est une compilation de Patof, commercialisée en 1975.
Le clown Patof est un personnage de la série télévisée québécoise pour enfants Patofville, il est personnifié par Jacques Desrosiers.

## Composition
L'album réunit des chansons présentes sur les albums Patof chante 10 chansons pour tous les enfants du monde, Patofville – Patof chante pour toi et Bienvenue dans ma bottine.

## Réédition CD
L'album a été intégralement réédité en format numérique par les Disques Mérite en 2022 dans les compilations Patof — 25 grands succès et Patof, volume 2 — Patof et ses amis.

## Titres
| 1.  | Patof Blou                        | Hubert Giraud, Adapt. Gilbert Chénier                                          | 3:02 |
| 2.  | Bonjour les enfants               | D. Williams, Pierre Létourneau                                                 | 2:35 |
| 3.  | Sheede-lee-dee                    | T.J. Vance, L. Pockriss, Pierre Létourneau                                     | 3:48 |
| 4.  | Gazou gazou                       | Tony Caticchio, Pierre Létourneau                                              | 3:37 |
| 5.  | Si tu souris                      | Alain Jodoin, Louis Parizeau, Daniel Valois, Jocelyne Berthiaume, Jean Beaulne | 2:32 |
| 6.  | Pif pof Patof                     | R. Barrette                                                                    | 2:34 |
| 7.  | Tapis magique                     | Alain Jodoin, Louis Parizeau, Jocelyne Berthiaume, Daniel Valois, Jean Beaulne | 2:40 |
| 8.  | Je veux du soleil et des chansons | Alain Jodoin, Louis Parizeau, Jocelyne Berthiaume, Daniel Valois, Jean Beaulne | 2:10 |
| 9.  | La plus belle poupée du monde     | Louis Parizeau, Jocelyne Berthiaume, Daniel Valois, Jean Beaulne               | 3:23 |
| 10. | Quel bonheur                      | Yves Martin, Pierre Létourneau                                                 | 2:28 |
| 11. | Tous les enfants du monde         | Pierre Létourneau, Germain Gauthier                                            | 1:57 |

| 12. | Patofville                         | Gilbert Chénier, François Bernard                                    | 2:23 |
| 13. | Ballade pour un clown (Dis-Patof?) | R. Giuliano, Jacques Desrosiers, Jocelyne Berthiaume, Louis Parizeau | 2:48 |
| 14. | Le cirque de Russie                | Pierre Létourneau, Germain Gauthier                                  | 2:15 |
| 15. | Patof le roi des clowns            | D. Williams, Gilles Brown                                            | 2:04 |
| 16. | L'éléphant Tic-Tac                 | François Bernard                                                     | 1:50 |
| 17. | Oh! Les enfants                    | D. Williams, Gilles Brown                                            | 2:15 |
| 18. | Goodbye, au revoir, dasvidanie!    | Jacques Desrosiers, Daniel Valois                                    | 3:04 |
| 19. | Bienvenue dans ma bottine          | Gilbert Chénier, Jacques Desrosiers, Daniel Valois                   | 2:16 |
| 20. | Patofleur                          | Gilbert Chénier, Daniel Valois                                       | 2:27 |
| 21. | Gregor                             | Adapt. Gilbert Chénier, Georges Moustaki                             | 2:10 |
| 22. | La gigue des Patofvillois          | Gilbert Chénier, Daniel Valois                                       | 2:00 |

## Crédits
- Réalisation : Les disques Trans-World.